# Airbus Helicopters
Airbus Helicopters (tidligere Eurocopter) er en international producent af helikoptere.

## Historie
Eurocopter blev startet i 1992 ved fusionen af den tyske virksomhed DaimlerChrysler Aerospace AG og helikopter-afdelingen af franske Aérospatiale.
I 2015 var Eurocopters globale markedsandel på 45 procent.[kilde mangler] Den 14. maj 2005 fløj en Eurocopter Ecureuil produktionshelikopter til toppen af Mount Everest og foretog her en såkaldt "hover landing", hvorved den satte verdensrekord for den højeste take-off.
I 2015 var der mere end 12.000 Eurocopter helikoptere i service verden over, med tilsammen over 3.000 klienter i mere end 155 lande.
Firmaet blev omdøbt til Airbus Helicopters i 2014.

## Modeller
Eurcopter producerer – eller har produceret følgende modeller:
- Eurocopter AS 332 Super Puma
- Eurocopter AS 350/AS 355/EC 130 Ecureuil
- Eurocopter AS 365/SA 365 Dauphin
- Eurocopter AS 532 Cougar
- Eurocopter AS 550/AS 555 Fennec
- Eurocopter AS 565 Panther
- Eurocopter EC 120 Colibri
- Eurocopter EC 135
- Eurocopter EC 145
- Eurocopter EC 155 + EC155B1
- Eurocopter EC 225
- Eurocopter EC 635
- Eurocopter EC 665 Tiger
- Eurocopter EC 725 Cougar
- Bölkow/MBB Bo 105
- MBB/Kawasaki BK 117
- NH90[6]

På nogle af Eurocopters helikoptermodeller roterer hovedrotoren med uret, når man ser helikopteren oven fra. Dette er modsat de fleste amerikanske helikoptere, hvorfor piloterne skal lære at pedal-bevægelserne er omvendt, såfremt de er uddannet på amerikanske helikoptere. Helikoptere der er udviklet i den tyske afdeling bevæger sig som de amerikanske.
Eurocopter er desuden hovedudvikler for den såkaldte fenestron, der er en indkapslet halerotor, der er både mere effektiv og mere sikker end de åbne halerotorer.